# Бєлєва
Бє́лєва (біл. вёска Белева) — село в складі Гродненського району Гродненської області, Білорусь. Село підпорядковане Індурській сільській раді, розташоване в західній частині області.